# Bugasur Kedaleman
Bugasur Kedaleman is een bestuurslaag in het regentschap Jombang van de provincie Oost-Java, Indonesië. Bugasur Kedaleman telt 2908 inwoners (volkstelling 2010).